# Pengo (computerspel)
Het spel Pengo is een computerspel dat werd ontwikkeld door Coreland en in 1982 werd uitgegeven door Sega als arcadespel. Het maakte gebruik van een Z80 processor en een resolutie van 224 x 288. Een jaar later werd het spel gepoort naar verschillende populaire homecomputers van die tijd. In dit spel is de speler een rode pinguïn in een labyrint dat samengesteld is uit ijsblokken. Deze ijsblokken zijn door Pengo, de pinguïn, rond te duwen. Hiermee kan de pinguïn zichzelf beschermen tegen zijn vijanden, de 'Sno-Bees'.
Het spel is opgedeeld in steeds moeilijker wordende levels, waarbij niet alleen de positie van de ijsblokken samen met het aantal ijsblokken de moeilijkheidsgraad beïnvloeden, maar ook de snelheid van de tegenstanders.
Het spel kan met één of twee spelers om de beurt gespeeld worden.

## Analyse

### Pengo
Pengo is een in keurig rood pak geklede pinguïn. Pengo gaat ook bepaalde kunsten vertonen in animaties tussen de levels in; zo speelt hij onder andere piano en danst hij.

### Sno-Bee
Sno-Bees, de vijanden van Pengo, zijn bij aanvang van een level al aanwezig, maar kunnen ook uit ijsblokken worden geboren. Bij aanvang van het spel ziet de speler precies waar de vijanden in de blokken verborgen zitten, doordat de blokken knipperen. Later kan de speler de ongeboren Sno-Bees doden nog voordat ze uitkomen, door het blok simpelweg te vernietigen. Zo wordt het spel tevens een vorm van Memory. Bovendien kan Pengo de Sno-Bees verdoven door de rand van het labyrint aan te raken.
Sno-Bees zijn erg intelligente beesten. Zo zijn ze erg goed in staat Pengo de pas af te snijden, of door zelf blokken te vernielen zodat er geen blok meer overblijft voor Pengo om ze te doden.

### Bonusblokken
In het labyrint zijn drie bonusblokken willekeurig verspreid. Deze kunnen niet vernield worden. Pengo kan als bonus deze drie blokken proberen aan elkaar te schuiven voor een extra grote bonus.

### Score
De score per level wordt bepaald door de snelheid waarmee alle tegenstanders worden uitgeschakeld en of er drie bonusblokken worden aan elkaar geschoven.

## Platforms
| jaar | platform                              |
| ---- | ------------------------------------- |
| 1982 | arcade                                |
| 1983 | Atari 5200, Atari 8-bit, Commodore 64 |
| 1984 | Atari 2600                            |
| 1990 | Game Gear                             |
| 2009 | BlackBerry                            |

## Vervolgen
- Pepenga Pengo (1995)
- Pengo! (2010)

## Trivia
- Pengo is een van de spellen die met groot succes in de lijst van Pac-Man-varianten thuishoort, maar qua structuur eigenlijk veel complexer is.
- De muziek die tijdens het spel klinkt, is de erg bekende Popcorn-melodie.